# Porellaceae
Porellaceae nom. cons., porodica jetrenjarki, dio reda Porellales. Sastoji se od dva priznata roda s ukupno 89 vrsta.
Porodica je opisana 1909.

## Rodovi
1. Ascidiota C. Massal.
2. Porella L.